# 運命のルーレット廻して
「運命のルーレット廻して」（うんめいのルーレットまわして）は、ZARDの25作目のシングル。

## 概要
前作に続きアニメタイアップで、『名探偵コナン』の最初のタイアップ。以降生前に6回、その後3回担当することになる。
「Just believe in love」以来、カップリングのカラオケが収録されなくなった。また、オフボーカルにはコーラスが入っておらずアレンジもわずかに異なっているため、別アレンジの楽曲として聴くことも出来る。オフボーカルにコーラスが入っていないのは、「あなたを感じていたい」以来通算2作目。
オープニングテーマ放映期間中に製造・出荷された分には青山剛昌が描いた『名探偵コナン』のカードが裏ジャケットに差し込み封入されていたが、オープニングテーマ放映期間終了後に製造・出荷されたものには封入されていないだけでなく、タイアップシールも貼られていない。

### 発売日の延期
表題曲、カップリングと共に発売の半年ほど前からタイアップ先でオンエアされていたが、なかなか発売に至らなかった。当初、ファンクラブ会報誌『WEZARD』の紙面で7月発売予定と告知されていたが、延期の上で9月9日発売でスポットCMも打たれていた。「運命のルーレット廻して」は、使用期間中の第97話から、第98話から、第113話以降でそれぞれアレンジが異なり、CD収録版でもさらに変更されている。TVオンエア当初のアレンジ・TVオンエア後期のアレンジ・シングル版アレンジ・アルバム版アレンジではそれぞれ別物のように雰囲気が異なる。発売前には25パターンものアレンジバージョンが制作されていたという。これらを理由として、ミックスの差し替えが行われ、急遽発売が9月17日に再度延期になっている。こうした事情から、初回プレスのジャケットに印刷された発売日は9月9日のままになっていた。
なお、TVオンエア時の第97話のバージョンおよび第98話から第112話までのバージョンは現在まで音源化されていないが、第113話以降のバージョンは2012年1月に発売された『ZARD Album Collection 〜20TH ANNIVERSARY〜』のPREMIUM DISKの1曲として収録された。CD音源のアレンジは2016年に放送されたTVスペシャル『名探偵コナン エピソード“ONE” 小さくなった名探偵』で挿入歌として使用された。

## 記録
1997年の『永遠』以来、オリコンチャート初登場1位を獲得した。

## 音楽性

### 運命のルーレット廻して
スパニッシュ・ギターのイントロで始まり、坂井曰く、ZARDの曲の中ではアレンジテイクが最も多く、葉山たけしや徳永暁人、古井弘人らも並行してアレンジを行っていて、最終的に長戸大幸指導の下、坂井とエンジニアの島田勝弘によって、池田大介による「タイプ13」のマイナーチェンジ版「タイプ13.2」をベースに、他のアレンジャーの良いフレーズを所々繋ぎ合わせて完成させている。
歌詞は『時計じかけのオレンジ』の映像が浮かんでそのビデオをチェックして思い浮かべたとのこと。坂井曰く、一か八かの賭けみたいな、人生どうなっていくのか、そういう危うさをこめた詞。
シングルバージョンが長い間アルバム未収録で、『名探偵コナン』主題歌集アルバム『THE BEST OF DETECTIVE CONAN 〜名探偵コナン テーマ曲集〜』にはシングルバージョンが収録される予定だったが、1999年のベストアルバム『ZARD BEST The Single Collection〜軌跡〜』に収録されたリミックスバージョンが収録され、2006年のベストアルバム『Golden Best 〜15th Anniversary〜』にようやくシングルバージョンが収録された。
『コナン』の原作者である青山剛昌や、アニメプロデューサーの諏訪道彦は、本曲を歴代主題歌の中で最も印象の強い楽曲に挙げている。また、2007年のZARDの好きなシングルランキングでも、ミリオンヒットを記録した3作品についで4位にランクインするなど、現在でも人気が高い。

### 少女の頃に戻ったみたいに
作曲は、ZARD作品では初めての担当となった大野愛果。大野のデモテープは1998年1月に作られ、この曲のデモ完成の1か月後の2月に、41枚目のシングルの1曲目「悲しいほど貴方が好き」のデモテープが完成した。大野は、ZARDに提供した楽曲の中で特に思い入れのある曲だとコメントをしており、セルフカバーアルバム『Silent Passage』の選曲時、思いが強すぎて歌えない感じだったという理由でこの曲はあえて外したという。
カップリングでは人気が高く、1999年発売のベストアルバム『ZARD BEST 〜Request Memorial〜』のリクエストでは33位（カップリングでは4位）であった。2008年発売のベストアルバム『ZARD Request Best 〜beautiful memory〜』のリクエストでは2位であり、ライブバージョンで収録された。アコースティックピアノの演奏を編曲の池田大介が行っている。

## オリジナル版シングル収録曲
1. 運命のルーレット廻して
作詞：坂井泉水
作曲：栗林誠一郎
編曲：池田大介
  - 読売テレビ制作・日本テレビ系列テレビアニメ『名探偵コナン』オープニングテーマ
  - 読売テレビ制作・日本テレビ系列テレビアニメ『名探偵コナン エピソード“ONE” 小さくなった名探偵』挿入歌
『コナン』で使用されたバージョンはテンポが速いものだったが、発売されたシングル版、アルバム版では若干遅くなっている。
2. 少女の頃に戻ったみたいに
作詞：坂井泉水
作曲：大野愛果
編曲：池田大介
  - 劇場版アニメ『名探偵コナン 14番目の標的』主題歌
映画館ではコーラスパートが異なる別バージョンが流れた。
  - オリジナルカラオケの音盤化はされていなかったが、2017年6月14日発売「ZARD CD＆DVD COLLECTION　第9号　少女の頃に戻ったみたいに」の付属CDにて初音盤化された。
3. 運命のルーレット廻して（オリジナルカラオケ）

## オリジナル版収録アルバム
- 永遠（#1,2、両曲ともアルバムバージョン）
- ZARD BEST The Single Collection 〜軌跡〜（#1、Re-mix Version、アルバムバージョンをベースにリミックスが施されたバージョン）
- THE BEST OF DETECTIVE CONAN 〜名探偵コナン テーマ曲集〜（#1,2、#1はRe-mix Version）
- THE BEST OF DETECTIVE CONAN 〜The Movie Themes Collection〜（#2）
- Golden Best 〜15th Anniversary〜（#1）
- Brezza di mare 〜dedicated to IZUMI SAKAI〜（#2）
- ZARD Request Best 〜beautiful memory〜（#2、'07 Live Ver.）
- ZARD Single Collection 〜20TH ANNIVERSARY〜（#1,2）
- ZARD ALBUM COLLECTION 〜20th ANNIVERSARY〜（#1、TV on-air ver.）
- ZARD Forever Best 〜25th Anniversary〜（#1,2）
- 劇場版 名探偵コナン 主題歌集 〜“20”All Songs〜（#2）

## La PomPonのカバー
La PomPonのカバーによる「運命のルーレット廻して」は、『名探偵コナン』のエンディングテーマとして、2016年1月9日から3月12日にかけての放送分で使用された。また、La PomPonによる一連のカバー曲では唯一、オリジナルと同じアレンジャー（池田大介）がアレンジした楽曲である。
シングルは、「サヨナラは始まりの言葉」とのカップリングによる両A面シングル『運命のルーレット廻して/サヨナラは始まりの言葉』として、2016年3月23日に発売された。La PomPonの4枚目のシングルにあたる。
なお、La PomPonは「運命のルーレット廻して」の前の『名探偵コナン』オープニングテーマであった小松未歩の「謎」もカバーし、2015年9月5日から同年12月12日にかけての放送でオープニングテーマとして使用されていた。これは前作シングル「謎/ヤダ!嫌だ!ヤダ! 〜Sweet Teens ver.〜」に収録されている。

### 「運命のルーレット廻して/サヨナラは始まりの言葉」収録曲
初回限定盤CD
1. 運命のルーレット廻して
作詞：坂井泉水　作曲：栗林誠一郎　編曲：池田大介
2. サヨナラは始まりの言葉
作詞・作曲：鈴木健太朗　編曲：大河内航太
3. ろっぽんぎ体操 〜愛コトバはジャンパラポン！〜
作詞：マチーデフ　作曲：マチーデフ・日田茂　編曲：日田茂
4. 運命のルーレット廻して（Instrumental）
5. サヨナラは始まりの言葉 （Instrumental）
6. ろっぽんぎ体操 〜愛コトバはジャンパラポン！〜（Instrumental）

名探偵コナン盤
1. 運命のルーレット廻して
2. サヨナラは始まりの言葉
3. 運命のルーレット廻して （TV SIZE）
4. 運命のルーレット廻して （Instrumental）
5. サヨナラは始まりの言葉（Instrumental）

通常盤A
1. 運命のルーレット廻して
2. サヨナラは始まりの言葉
3. 運命のルーレット廻して （Instrumental）
4. サヨナラは始まりの言葉 （Instrumental）

通常盤B
1. サヨナラは始まりの言葉
2. 運命のルーレット廻して
3. サヨナラは始まりの言葉 （Instrumental）
4. 運命のルーレット廻して （Instrumental）